# IC 5035
IC 5035 ist eine Spiralgalaxie vom Hubble-Typ S im Sternbild Indianer am Südsternhimmel.
Das Objekt wurde am 17. Mai 1904 von Royal Harwood Frost entdeckt.